# 菅原実
菅原 実（すがわら みのる、1957年9月27日 - ）は、元秋田放送常務取締役、元同社アナウンサー。秋田経済同友会会員。

## 人物・来歴
秋田県立秋田高等学校（サッカー部所属）、中央大学を卒業し、1980年に秋田放送にアナウンサーとして入社（同期に茜谷幸子）。
2022年6月24日をもって退社したことが、秋田放送広報公式Twitterで告知された。

## 出演・担当番組

### テレビ
- 全国高等学校サッカー選手権大会（秋田県予選や本大会の実況）
- プラス1あきた
  - スポーツ担当（1991年4月1日-1993年4月2日）
  - メインキャスター（1993年4月5日-2003年3月28日）
- 秋田わか杉国体（開会式の進行を片桐千晶（当時 秋田テレビ）と共に担当）[3]

### ラジオ
- 青春キャンパス（ABSキャンパスリーダー）
- なんてったって日曜はスポーツ（1991年4月-1992年3月）
- あさ採りワイド秋田便（月・火曜 2003年4月-2006年3月）
- さきがけABSニュースOPジングル（2017年度より）

### CM
- 清酒秀よし（ナレーション）

## リンク
- 秋田放送公式 - ウェイバックマシン（1997年4月19日アーカイブ分）